# Yaffle
Hiroki Kojima (nacido como Youki Kojima el 3 de marzo de 1991, en Minato, Tokio) más conocido como Yaffle (ヤッフル) es un productor, compositor y arreglista japonés. Kojima es uno de los miembros que fundó Tokyo Recordings (ahora TOKA).

## Biografía
A la edad de seis años, comenzó a asistir clases de piano por recomendación de su abuela. Cuando ingresó a la escuela secundaria Aoyama Gakuin, se involucró en el club de música ligera mientras se unía al club de bandas de música y a la orquesta estudiantil. Se graduó de la escuela secundaria en 2010.
Luego ingresó en la Facultad de Música de Kunitachi. A finales de 2010 inició sus actividades como compositor y arreglista. También fundó un sello discográfico llamado Aoyama Basement. Gracias a esto conoció a Shinta Sakamoto (酒本信太) y a Nariaki Obukuro (小袋成彬).
En septiembre de 2014, fundó Tokyo Recordings (actualmente TOKA) junto a Sakamoto y Obukuro.
En enero de 2018, se lanza como artista solista bajo el pseudónimo de Yaffle.
En septiembre de 2020, publica su primer álbum Lost, Never Gone. En 2021 produjo dos canciones para la banda sonora Pokémon 25: The Album de la franquicia Pokémon por su 25° aniversario.